# خشم القربة
خَشِم القِرْبَة مدينة تقع في ولاية كسلا شمال شرق السودان، على ارتفاع 452 مترًا (1486 قدمًا) فوق سطح البحر، وتبعد عن الخرطوم العاصمة حوالي 560 كيلومترًا، ويوجد فيها سد خشم القربة. ويبلغ عدد سكانها حوالي 54,835 نسمة، وتقع خشم القربة في منطقة زراعية خصبة، وقد أنشئت في المنطقة مدينة حلفا الجديدة عام 1964م لإعادة توطين النوبيين الذين تضرروا من إنشاء السد العالي الذي غمر مدينتهم التاريخية وادي حلفا.

## معنى التسمية

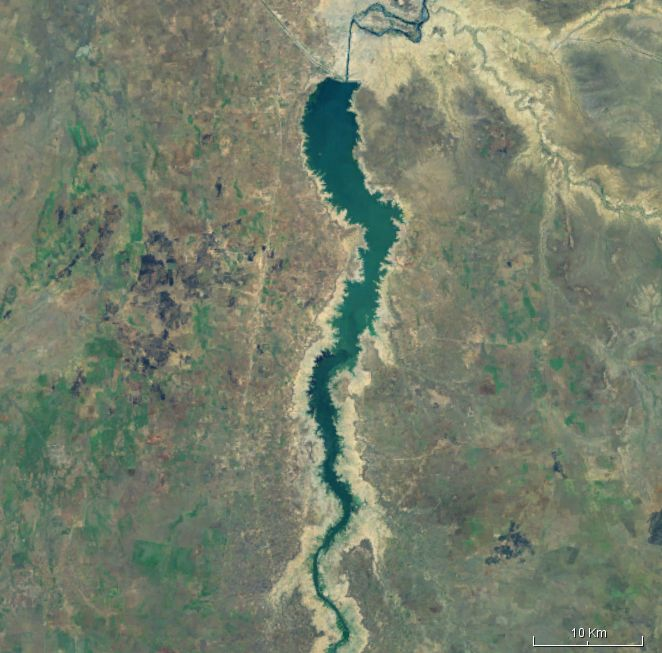
خزان خشم القرية

الاسم خَشِمْ القِرْبَة  مكون من مقطعين (خَشِم) ويعني (فم) باللهجة السودانية و(قِربَة) وهي وعاء يصنع عادة من جلد الحيوان لحمل الماء في السفر تحديداً ويعتبر الاسم كناية عن غزارة الأمطار في المنطقة، وهناك رواية أخرى لسبب تسمية المدينة بهذا الاسم حيث يقول البعض إن عددا من العرب الرُّحل جاؤوا إلى مورد المياه بنهر سيتيت أحد روافد نهر عطبرة وسقوا دوابهم وأخذوا معهم بعض الماء ليواصلوا ترحالهم وفي منطقة خشم القربة قبل أن تلتقي بهم مجموعة من الهمباتة (قطاع الطرق في الصحاري السودانية) طلبت منهم أن يعطوها ما يحملونه من ماء، ولما رفض الأعراب ذلك، انتزع أحد قطاع الطرق قربة (وعاء لحمل الماء) مما يحملونه وقطع خشمها (أي فمها) بسكين واشتبك الفريقين، وعندما سأل الناس عن أسباب التعارك قيل لهم إنه بسبب «خشم قربة»، وأُطلق على مكان المعركة لاحقاً اسم خشم القربة.
وهناك من يورد سبباً آخر لتسمية المكان بهذا الاسم وهو أن شكل النهر وانحناءاته يعطي شكلاً أشبه بشكل «خشم» القربة.

## الطوبغرافيا
تقع منطقة خشم القربة على حزام السافانا الجافة على خط عرض 14 درجة شمال، ضمن إقليم سهل البطانة، وتتميز المنطقة بتربة طينية سوداء ويشقها من جهة الجنوب الشرقي نهر عطبرة الذي ينبع من المرتفعات الإثيوبية والإرترية نحو السهول الشرقية للسودان حيث يلتقي برافده نهر سيتيت جنوب مدينة الشواك التي تبعد حوالي 82 كيلو متر غرب خشم القربة، وينحدر نحو الشمال الغربي حيث الصخور الكبيرة مواصلاً سيره ليصب في نهر النيل الرئيسي عند مدينة عطبرة. ويتميز النهر في منطقة خشم القربة بانحداره الشديد وسرعة جريانه وحمله لكميّات كبيرة من الأطماء وقطع الأخشاب من منبعه ومناطق مجراه.

## المناخ
تقغ خشم القرية في المنطقة المدارية ويسودها المناخ المداري القاري الذي يتسم بارتفاع درجات الحرارة في الصيف التي تزيد على 30 درجة مئوية والمتزامنة مع هطول الأمطار، مع شتاء دافئ جاف.
تتراوح كمية الأمطار السنوية في منطقة خشم القربة ما بين 250 و 300 مليمتر. وفي موسم الأمطار الذي يعرف محلياً بالخريف، تنمو الأعشاب والشجيرات المدارية.

## معالم المدينة
- خزان خشم القربة
- بحيرة السد
- توجد في خشم القربة حامية عسكرية كبيرة تابعة للقوات المسلحة السودانية
- منطقة الرميلة التي تتكون من غابة وأرض سهلة يكسوها العشب الأخضر وقد كانت وجهة سياحية لعشاق الرحلات الخلوية الوافدين من المدن القريبة مثل كسلا وحلفا الجديدة والشواك والقضارف

## النشاط الاقتصادي
- الزراعة.
- الثروة الحيوانية.
- صيد الأسماك ببحيرة السد.

### مشروع حلفا الجديدة الزراعي
يمتد بمحاذاة الضفة الغربية لنهر عطبرة بين خشم القربة- حيث يوجد الخزان- وتلال سبعات، طوله 95 كيلومتر وعرضه 20 إلى 35 كيلومتر، ويبلغ عدد المستفيدين منه من السكان حوالي 350 ألف (تقديرات 1980)، 30% من النوبة الذين تم ترحيلهم من وادي حلفا، موزعين على 25 قرية. وتبلغ مساحة المشروع 440 ألف فدّان تزرع فيها محاصيل القطن والقمح والفول السوداني والذرة بالإضافة 25 ألف فدّان خُصصت لزراعة قصب السكر من أجل إمداد مصنع سكر حلفا الجديدة.

#### القناة الرئيسية للمشروع
وهي قناة لري حقول مشروع حلفا الجديدة الزراعي. وفي موسم الخريف ينخفض منسوب الماء بالخزان عن مستوى الترعة(القناة) الرئيسية، فتعمل الطلمبات الضخمة على ضخ المياه من بحيرة السد إلى ترعة حلفا.

### يوم دق السمك
في منتصف شهر أغسطس / آب، وعندما يتم فتح أبوب السد للنظافة السنوية من الطمي تظهر كميات كبيرة من الأسماك ويتجمهر السكان المحليين منذ وقت مبكر في صباح ذلك اليوم في ضفتي النهر الشرقية والغربية لصيد السمك. وتعرف هذه المناسبة بيوم «دَقْ السَمَك» لإنه يتم القبض على الأسماك بدون شِباك صيد أو صنارات. وتصادف مناسبة «دَقْ السَمَك» يوم 15 أغسطس / آب من كل عام، أي في بداية فصل الخريف عندما تهطل الأمطار في المنطقة وتمتلئ البحيرة بكميات كبيرة من الطمي وقِطع الحطب. وفي يوم دق السمك يصطاد الناس الأسماك ليس فقط لاستهلاكه محلياً بل لبيعه في الأسواق وتصديره إلى البلدات والمدن المجاورة.

## النقل
ترتبط خشم ببقية مدن السودان بما فيها عاصمة البلاد الخرطوم والميناء الرئيسي في بورتسودان بالسكة الحديدية عبر الخط القادم من الخرطوم، واد مدني والقضارف، متجهاً إلى كسلا فمدينة بورتسودان، كما ترتبط بطريق سريع مع كل من القضارف وكسلا وحلفا الجديدة وهناك شبطة من الطرق الفرعية التي تربطها بالبلدات القريبة منها.
ويوجد في خشم القربة مطار صغير، طول مدرجه 4500 قدم تقريباً، ورمزه الدولي في منظمة إيكاو هو (HSKG) وفي منظمة أياتا (GBU)، وأقرب المطارات إليه هي:
- مطار حلفا الجديدة (50,53 كيلو متر/ 31,4 ميل)
- مطار تسني (89,11 كيلو متر / 66,35 ميل)
- مطار القضارف (106,81 كيلو متر/ 66,37 ميل)

## أحياء خشم القربة
• حي مصعب صاحب ابدزة
- الري.
- الإدارة.
- الألمان.
- جي الشيخ السماني أ .
- الشيخ السماني ب .
- حي النصر.
- حي الوحدة.
- كيلو 14.
- الحلة الجديدة.
- السكة حديد.
- الحي الشمالي.
- حي النهضة.
- حي السوق.
- حي ابلده اب قاش
- حي الشاطي
- حي السوق
- حلة بلح.
- حي الخلاوي.
- حي الكمبو.
- الحي الجنوبي.
- حي الأبلدات
- حي الفردوس
- حي ود دمن
- حي عريضة بتاعين الغاز
- حي بدر

## الإدارة
خشم القربة هي عاصمة محلية ستيت، إحدى محليات ولاية كسلا،